# Úszás

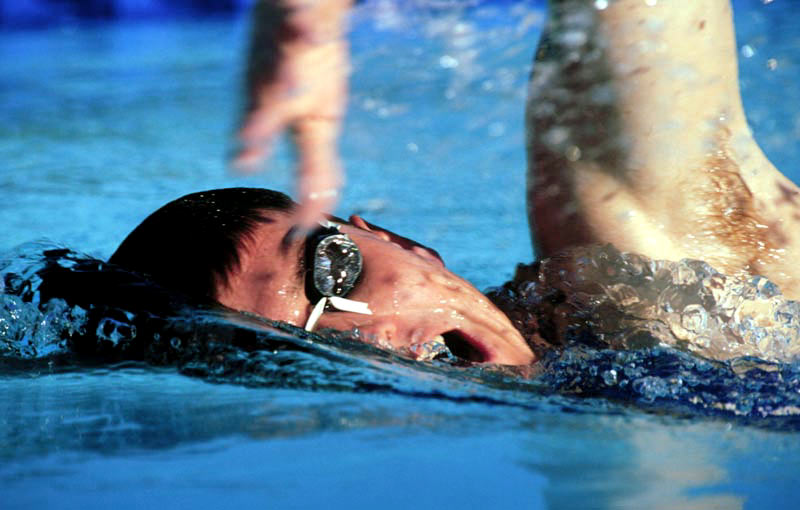
Gyorsúszó

Az úszás a folyadékban történő mozgás összefoglaló neve. Tárgyak, állatok, valamint emberek mozgását is szokták így nevezni, ám ez a szócikk kifejezetten az emberek vízben önerőből haladó mozgásával foglalkozik.
Az úszás sporttevékenység, amit versenyszerűen is lehet űzni, de szabadidős tevékenységként, valamint egészségmegőrzési -fenntartási célból is sokan kedvelnek. Az egyik leghatékonyabb mozgásforma, hiszen a legtöbb izomcsoportot egyszerre mozgatja meg. Kicsi a sérülés és a túlterhelés veszélye. Gerinc- és mozgásszervi bántalmakban szenvedőknek, baleseti, illetve keringési rehabilitációban részesülő pácienseknek szokták gyógyászati célból javasolni.

## Fizikai és biológiai alapjai
Egy test akkor lebeg a vízben, ha a saját tömege megegyezik az általa kiszorított víz tömegével. Az emberi test különböző részeinek eltérő sűrűsége miatt egyes testrészek a víz felszínén, míg mások a víz alatt helyezkednek el. Mivel a mellkas levegővel telt, ez a rész inkább a felszínen marad, míg a végtagok többnyire elsüllyednek. Az idősebbek vagy erősebb csontozatúak gyakran nehezebben lebegnek. A nők és a gyerekek testsűrűsége általában kisebb, ezért számukra könnyebb a vízfekvés.
Az úszás célja, hogy az embert érő vízbeli hatásokat – például a súrlódást, örvényképződést, közeg- és homlokellenállást – kiegyenlítse, és a mozgást a lehető legkisebb energiabefektetéssel segítse előre.
Sokan nehezen viselik, ha nem éreznek szilárd talajt a lábuk alatt, ez pánikot, izomgörcsöt okozhat. Az ebből fakadó kapkodó mozdulatok következtében elsüllyedhetnek, akár meg is fulladhatnak. Éppen ezért rendkívül fontos, hogy mindenki – lehetőleg már gyerekkorban – elsajátítsa legalább az úszás alapjait.

### Egészségügyi vonatkozásai
Az úszás az egyik leghatékonyabb mozgásforma. A szervezet oxigénfelvétele és felhasználása egyensúlyban van. Ezáltal javul a tüdő-szív-keringési szervrendszerek teljesítőképessége. Vízben könnyebb a hőleadás és kevesebb az izzadás.
A víz ellenállása miatt intenzívebb munka végezhető, mint a szárazföldön. A felhajtóerő csökkenti viszont a testre nehezedő súlyt, így kíméli az ízületeket. Túlsúlyos, illetve mozgássérült személyeknek is javasolt, ugyanis a gerincoszlopra és a csontozatra kisebb terhet ró.
Fejleszti a kondicionális- és koordinációs képességeket. A legtöbb izomcsoportot egyszerre és alaposan megmozgatja, erőt, állóképességet és rugalmasságot egyaránt biztosít. Fontos szerepe van a testtartás javításában, ezért nemcsak a rekreáció, hanem a rehabilitáció területén is hasznos a vízben való mozgás. Így a csont-, ízületi bántalmak, szív- és érrendszeri betegségek, gerincdeformitások és balesetek, műtétek utáni terápiára is alkalmas.
Sokan idegnyugtatás céljából úsznak. A lelki nyugalom különösen csendes, természetes álló-, illetve folyóvizekben érhető el.

### Veszélyek
Alkoholos befolyásoltságú, szívbeteg, legyengült szervezetű, vagy felhevült testű személynek nem ajánlott vízbe menni. Ők könnyen görcsöt kaphatnak és vízbe fulladhatnak.
Külön edzés nélkül veszélyes a 15 °C-osnál hidegebb vízben hosszabb időt eltölteni, mert a szervezet gyors kihűlésével járhat. Ismerünk azonban északi népeket, akik a jeges vízben is kellemesen „lubickolnak”, de a legtöbb embernek ez nem ajánlott.

## Az úszás története
Az úszás valószínűleg egyidős az emberiséggel. Több ókori lelet is jelzi, hogy régen is kedvelt szabadidős tevékenység volt.
Az ókori görögöknél az úszás az emberi műveltség fokmérője volt. Közéleti tevékenységet az nem vállalhatott, aki nem tudott úszni.
Annak ellenére, hogy az újkori olimpiákat nem tudnánk elképzelni úszósport nélkül, az ógörög olimpiákon nem volt ilyen versenyszám.
A rómaiak az egész birodalomban hatalmas csőhálózatokat építettek ki, hogy hódolhassanak fürdőszenvedélyüknek.
Úszással kapcsolatos utalásokat a Bibliában is találhatunk.
A középkorban Európában a fürdés és az úszás erkölcstelen dolognak számított. Csak a 17. századtól vált ismét elfogadottá. Napóleon császár seregében a kiképzés részévé vált. A katonáknak ruhában, fegyveresen kellett csendben úszniuk.
Az úszás technikáját először egy Nicolaus Winmann nevű nyelvész foglalta könyvbe, 1538-ban (Der Schwimmer oder ein Zwiegespräch über die Schwimmkunst).
A versenyúszás 1800 körül kezdett elterjedni. 1837-ben alapították az első német úszóklubot. Az első újkori olimpiától kezdve vannak úszószámok. 1908-ban alapították meg az úszók nemzetközi szervezetét, a FINA-t (Fédération Internationale de Natation).
Magyarországon a török hódoltság idején vált újra népszerűvé. A török időkben nálunk felfedezett termálvizek híresek voltak, számtalan utazó leírása népszerűsítette a magyar termálfürdőket.
(Egy régi mondás szerint, az alföldi ember, ha bárhol is kicsit mélyebben szúrja le botját, termálvizet talál). 1880-ra tehető a sportúszás kezdete, ekkor rendezték az első versenyt Siófok és Balatonfüred között. Az első úszóklub 1893-ban, a Magyar Úszó Szövetség pedig 1907-ben alakult meg.

### A stílusok alakulása
A korai időkben főképpen a mellúszás volt az elterjedt. Azonban a sportversenyek miatt a technikák folyamatosan fejlődtek. Kialakult például az oldalúszás, melynek során az ember a jobb és bal oldalán váltakozva feküdt a vízen, és húzott egyet-egyet a kezével, lábával pedig oldalirányú ollózást végzett. 1868-ban a Kutya-sziget bennszülötteitől eltanult úszásmódot hozta Európába John Trudgen. Sajátos úszásával Trudgen bajnokságokat is nyert.
1875-ben Matthew Webb 21 óra 45 perc alatt átúszta a Doveri-szorost (La Manche-csatorna), vagyis a Dover és Calais közötti távot, amely 20,6 angol mérföld (33,1 km).
1898-ban a Polinéz-szigetvilág törzseinek úszásmódját kiismerve az ausztrál Alex Wickham a mai gyorsúszáshoz hasonlító stílust dolgozott ki (váltott karmunka, hullámzó mozgású test).
Az ausztrál Arthur Cavill fejlesztette ki a hátúszást, ám az ő változatában a két kar egyszerre, lába pedig békatempóval mozgott. A hátúszást 1912-ben az amerikai Harry Hebner fejlesztette tovább a ma ismert változatra (váltott kar- és ollózó lábmunka) és nyert technikájával olimpiát 100 m-en.
A legfiatalabb úszásnem a pillangóúszás, amelyet a német Erich Rademacher mellúszás közben talált ki, amikor egy szoros célba való benyúlás során kiemelkedett a vízből és szinte ráugrott a falra. Sokáig mellúszó lábmunkával pillangóztak, csak 1936-ban jelent meg Higgins páros lábú, ún. delfin lábmunkája. A FINA 1952-ben ismerte el negyedik hivatalos úszásnemként a pillangót.
A négy úszásnem tehát a következő:
- gyors
- pillangó
- mell
- hát

## Az úszás oktatásának menete
I. Vízhez szoktatás

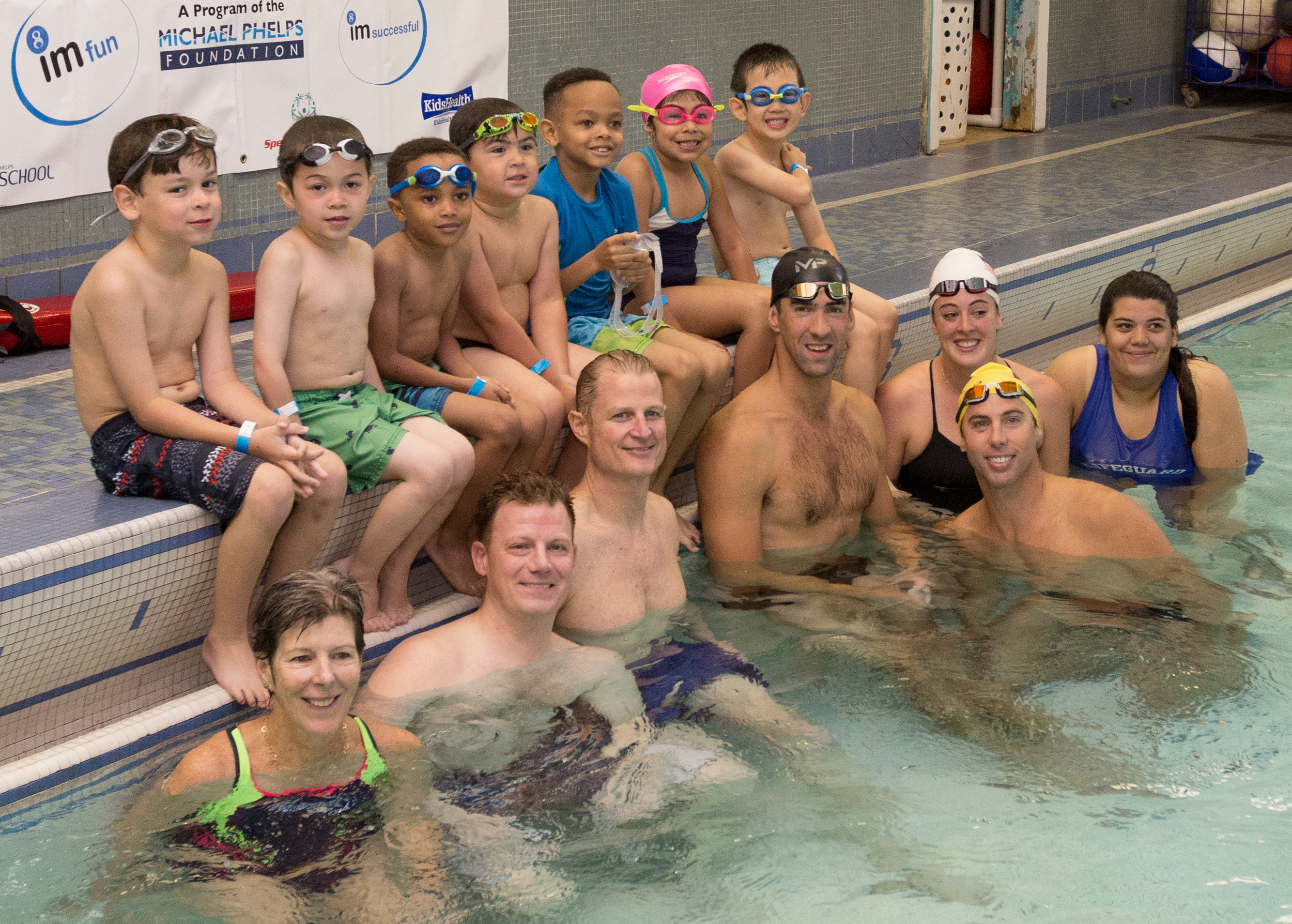
Michael Phelps a jövő úszói körében

Célja az alapvető vízbiztonság elnyerése, a félelemérzés leküzdése.
Menete: ismerkedés a vízben levés érzésével, lebegés, az arc fokozatos elmerítése (először áll, majd orr, szem, végül már homlokrész is), buborékfújás az orron és szájon keresztül (ha gyermekről van szó, fontos, hogy rájöjjön a vizet nem szívni, hanem fújni kell), első mozgások- láblógatás és a gyors lábtempó (ollózó mozdulat) gyakorlása a medence partjáról, végigkapaszkodás a medence szélén, majd a medence oldalába való kapaszkodással a törzs és a lábak hátranyújtása, az arc belemerítése és a levegő kifújása a vízben.
II. Úszástechnika oktatása
A legalapvetőbb mozgás a vízben a hason siklás, amit előkészíteni az úszólap (deszka) segítségével lehet. A deszkát először a tetején kell fogni, a lábak kinyújtva végzik az ollózó mozgást, később a végét fogva az arc is belemerülhet a vízbe, ekkor történik a levegővétel-levegőkifújás és a lábtempó összehangolása. Ezzel párhuzamosan gyakorolható a hason siklás, legegyszerűbb, ha a kezek a comb mellett vannak, az elején a fej fenntartása okozhat nehézséget, aminek következtében merül el a has és a láb.
Ezek után következhet a deszkával történő kivárásos kéztempó, majd a levegő oldalról történő vételének berögzítése, illetve a hátúszás a fej fölé emelt kezekkel, végül lassú kartempóval. A deszka elhagyásával a karokkal történő egyensúlyozás megtanulása fontos lépés, a kartempó és a lábak megállás nélküli összehangolása a szabályos – 3 kéztempó után történő – levegővétellel hosszú munka eredménye.
A mellúszás lábtempójának gyakorlása is az úszólap segítségével történik, szabályos kartempójának elsajátítása az úszásnemek között technikailag a legnehezebb.
A pillangó alapmozdulatai a legkevesebb technikai tudást igénylik, fizikailag viszont annál megterhelőbbek, csak gyakorlottabb úszóknak ajánlatos elsajátítani ezt az úszásnemet, gerincproblémákkal küszködőknek pedig nem ajánlott.
III. Mélyvízhez szoktatás
Az úszástechnika oktatásával párhuzamosan történik, a vízbiztonság elnyerésével és legalább az úszólap biztos használatával a mélyebb víz nem okozhat problémát. Ugrálással fokozható a mélyvíz iránti kedv.
IV. Úszásnemek szabályos elsajátítása
Hátúszás
Lábtempónál a lábak zárt helyzetben legyenek, a térd maradjon a víz vonala alatt és, hogy a lábunk ne merüljön mélyre, inkább bokával „rúgjunk ki” a víz felszínére.
Ha már az úszólappal biztonságosan boldogulunk, kipróbálhatjuk kizárólag lábtempóval. Kezünk ilyenkor legyen a törzs mellett. A kartempót fokozatosan gyakoroljuk be. Először az egyik kézzel végezzük a comb mellől indítva, szorosan a fül mellett vizet fogva, a víz alatt hajlított karral húzva, egészen a combig. Utána ismételjük meg ezt a másik kézzel is. Ezután megpróbálkozhatunk mindkét karral egyszerre tempózva, csak ellenkező ütemben. Akinek ez fárasztó, kipróbálhatja a páros karú hátúszást is. Nyújtott karral lendítsünk a fej fölé és a fejhez közel fogjunk vizet.

## Szórakoztató és egészségügyi úszás

### Helyszínek
- nyílt víz (például tenger, tó, folyó)
- fedetlen mesterséges medence a szabadban (például strand)
- uszoda
- házi fedett vagy fedetlen medence

#### Magyarország ismertebb uszodái
- Hajós Alfréd Nemzeti Sportuszoda, Budapest
- Császár-Komjádi Béla Sportuszoda, Budapest
- Árpád uszoda, Hajdúszoboszló
- Csitáry Uszoda, Székesfehérvár
- Balaton Uszoda, Balatonfűzfő
- Fabó Éva Sportuszoda, Dunaújváros
- BVSC Sportuszoda, Budapest
- GYÁÉV Uszoda, Győr
- Kecskeméti Sportuszoda
- Soproni Sportuszoda
- Debreceni Sportuszoda
- Budapest Honvéd Sportuszoda
- Bitskey Aladár Uszoda, Eger
- Csík Ferenc Sportuszoda, Kaposvár
- Városi Sportuszoda, Szeged
- Kemény Dénes Városi Sportuszoda, Miskolc
- Aqua Sportközpont, Győr
- Halassy Olivér Városi Uszoda, Budapest

### Babaúszás

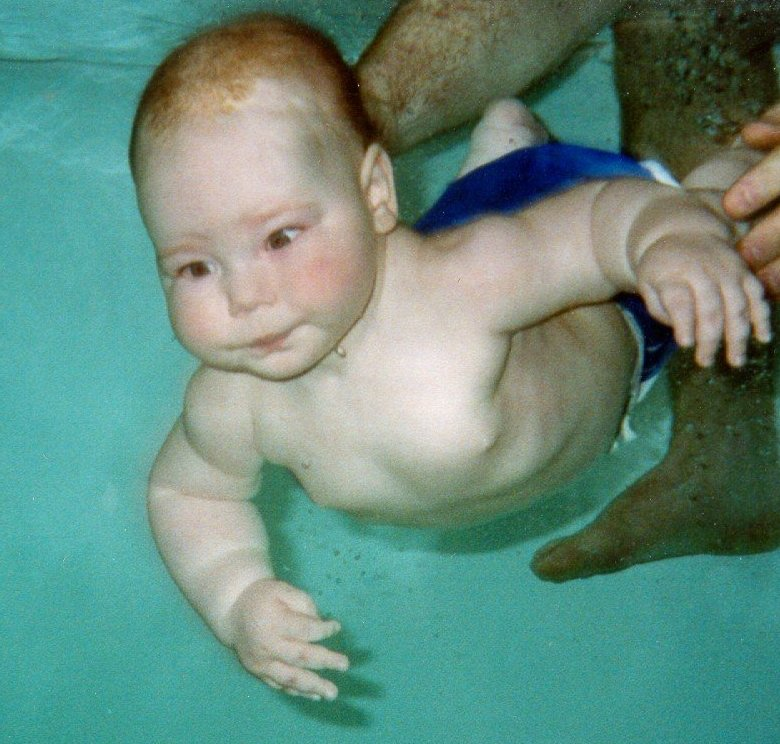
Babaúszás

Az utóbbi évtizedekben nyert teret Magyarországon a babaúszás. A legtöbb nagyvárosban – ahol van alkalmas uszoda – megoldották, hogy legyen olyan időszak, amikor a piciket vízbe lehet ereszteni. A gyermek izmainak és csontozatának fejlődésére nagyon kedvező ez a fajta mozgás.
Az újszülöttek, ha az arcukat víz éri, nagyjából 6-7 hónapos korukig ösztönösen zárják el orrnyílásaikat és szájukat, így nem nyelnek vizet és nem fulladnak meg. A babák ezen tulajdonságát hívja a szaknyelv búvárreflexnek. Mivel az anyaméhben is „vízben” voltak, ezért a merülés számukra ismerős élményt jelent, így általában nem zavarja őket a medencevíz.
Néhány szakember szerint először kádban érdemes vízhez szoktatni a gyermeket és ha ez tetszik neki, akkor vinni az uszodába.
A babaúszás indításához az uszodának szigorú egészségügyi szabályokat kell teljesítenie, amit a helyi ÁNTSZ rendszeresen ellenőriz. Ennél a fajta úszásnál, speciálisan képzett oktatók szükségesek. Komoly szerepük van a szülőknek is, tulajdonképpen ők vigyáznak a csecsemőre és az oktató instrukciói alapján segítik a gyermek mozgását a vízben.
A legtöbb gyermek a vízben felszabadul, de akadnak olyanok is, akiket nem lehet a vízhez szoktatni. Esetükben nem szabad erőltetni az úszást.
Tévhit azonban, hogy aki gyermekkorban babaúszásban vesz részt, az később kitűnő versenyúszó lesz, hisz az sok más összetevőtől is függ. Az viszont igazolt, hogy az ilyen gyermek néhány éves korában gyorsabban tud megtanulni úszni.
Néhány szabály, amit be kell tartani:
- Csak képzett oktató felügyeletével szabad gyermekünket uszodába vinni.
- Feltétlenül szükséges speciális „nadrágot” venni, ami a „kisebb baleseteket” felfogja, így a medence nem szennyeződik be.
- Ha a gyermek nagyon tiltakozik, nem szabad erőltetni ezt a fajta mozgást.
- Babaúszás közben a gyermekeken, oktatókon és a szülőkön kívül más nem lehet a medencében, tilos közben másoknak például ott ugrálni, labdázni!
- Ha a picit a medencéből kivesszük, egyből be kell takarni és azonnal megszárítani, mert sokkal könnyebben megfázhatnak, mint idősebb társaik.

### Búvárúszás
A manapság használatos légzőkészülékek megjelenésének és elterjedésének köszönhetően merész búvárok kitalálták a búvárúszást.
A sportág hazánkban az 1960-as években terjedt el. Több válfaja is létezik, nálunk a következőkben rendeznek versenyeket:
- uszonyos úszás
- búvárúszás
- tájékozódási búvárúszás

Az uszonyos úszás medencében zajlik, az úszó uszonyt visel a lábán és légzőcső segítségével vesz levegőt. A hivatalos versenytávok a felnőtteknél: 50, 100, 200, 400, 800 és 1500 méter.
A búvárúszás szintén medencés, azonban a búvár búvárpalackkal úszik, nem jöhet fel a felszínre.
A tájékozódási búvárúszás tavakban, tengerben űzhető, a búvárnak a búvárpalackra szerelt tájoló, métermérő és mélységmérő segítségével kell megtalálnia a víz alatt a pályát alkotó bójákat.

### Egyéb hobbiszerű úszás
Átlátszatlan vizű strandokon, tavakban szokták általában négyen-hatan a (vízi) fogózást játszani. A játék lényege, hogy van egy fogó, aki főként víz alatt úszva igyekszik megfogni, a főként víz alatt úszva menekülő többi játékosok valamelyikét. A játékban speciális úszásmódok és elrugaszkodás fajták alakultak ki.
Évente megrendezett úszó tömegsportrendezvények:
- Balaton átúszás (Révfülöp és Balatonboglár között)
- Öböl átúszás (Balatonfüred és Tihany között)
- Bajai lasszó (Baja)
- Daróczi virtus-úszás (Paks – Kalocsa)
- Fertő tó átúszás Archiválva 2008. február 18-i dátummal a Wayback Machine-ben
- Rába-úszás
- Velencei-tó átúszás (Gárdony és Velence között)

## Sportúszás

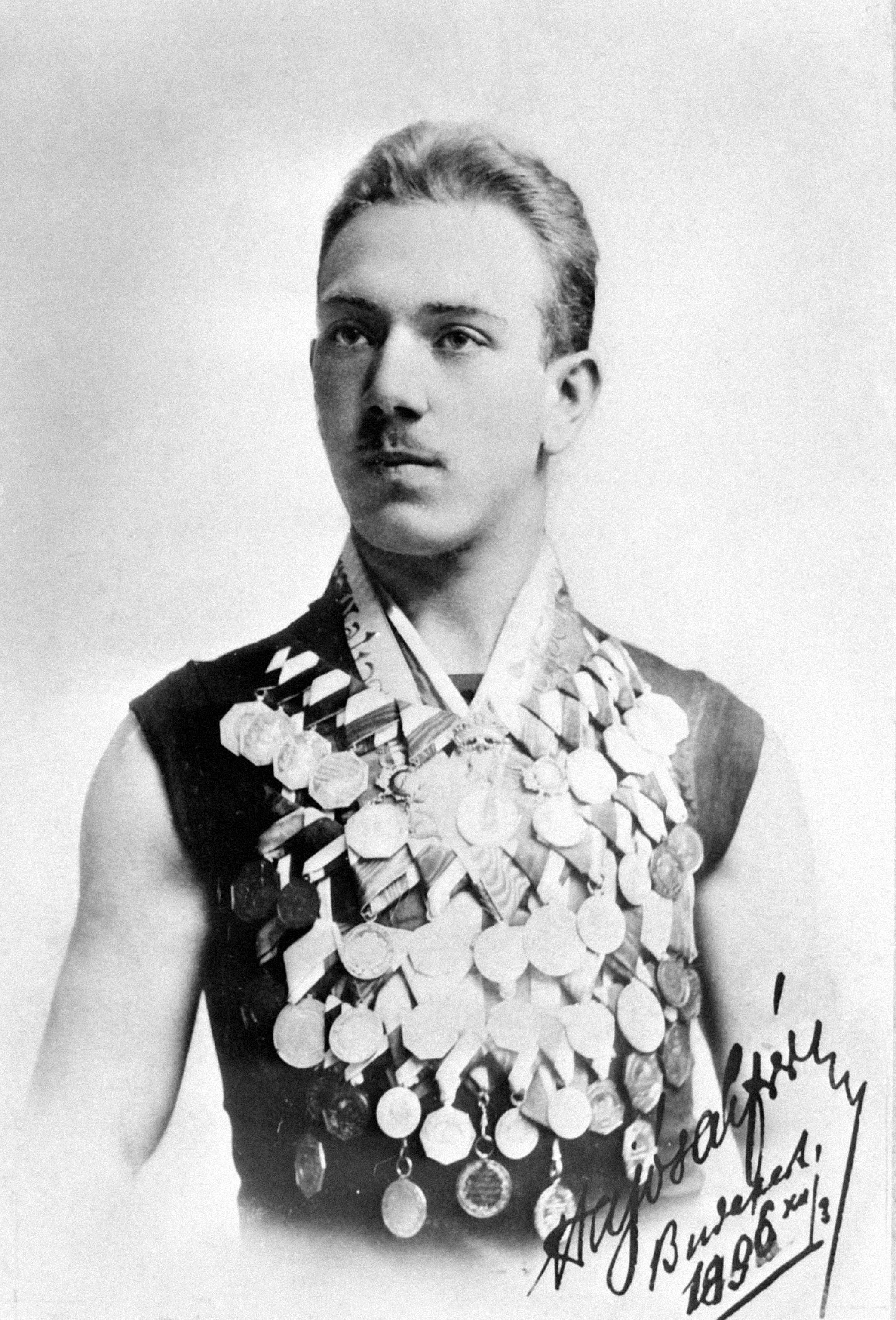
Hajós Alfréd, aki 1896-ban megszerezte úszásban az első magyar olimpiai aranyérmet

Úszóversenyeket jellemzően 50 méteres, 8 pályás, rövid pályás bajnokságot 25 méteres medencékben rendeznek. Összesen 17 egyéni- és 3 csapatszámban rendeznek 50 méteres versenyeket. Vannak hosszútávúszó versenyek is, azokat általában nyílt vízen rendezik meg.
Egyéni számok: 
- gyorsúszás: 50, 100, 200, 400, 800, 1500 m
- hátúszás: 50, 100 és 200 m
- mellúszás: 50, 100 és 200 m
- pillangóúszás: 50, 100 és 200 m
- vegyes úszás: 200 és 400 m

25 méter hosszú medencében a 100 méteres vegyes úszás versenyt is meg szokták rendezni.
Csapatszámok: 
- gyorsúszó váltó: 4 × 100 és 4 × 200 m
- vegyes úszó váltó: 4 × 100 m

Hosszútávúszó számok: 
- 5 km gyorsúszás
- 10 km gyorsúszás
- 25 km gyorsúszás
- medencés maratoni úszás: 3 és 5 km gyorsúszás

A versenykiírásból derül ki, hogy fenti számok közül melyiket rendezik meg. Nem hivatalos, helyi vagy utánpótlás versenyek ettől eltérő távokon, illetve medencékben is előfordulnak.
Egyéni vegyes úszásnál az úszásnemek váltása a következő: pillangó – hát – mell – gyors, vegyes váltónál pedig: hát – mell – pillangó – gyors a sorrend.

### Úszósport az olimpiákon
Az újkori olimpiai játékok alapsportága az úszás. Az első három olimpián nyílt vízben, az első londoni olimpia óta pedig medencében rendezik a versenyeket. Kezdetben csak gyorsúszásban osztottak ki érmeket, majd 1900-tól került a mellúszás is a programba. 1904-től hát-, illetve 4×100 méteres gyorsváltó versenyeket is rendeznek. A pillangóúszás 1956-tól, a vegyes úszás pedig 1964-től olimpiai szám.
A magyar csapat legendásan jól szerepel az olimpiai úszóversenyeken. Szinte nincs is olyan olimpia, amelyiken ne szereztek volna versenyúszóink érmeket. Ez különösen komoly teljesítmény, hisz Magyarország nem rendelkezik sok szabad zárt versenymedencével, és nyílt vízi versenyzésre alkalmas helyszín is kevés található az országban. A csapat az 1950-es években illetve az 1990-es évek elején volt a legeredményesebb. Kiemelkedik az úszók közül az öt olimpiai aranyéremmel büszkélkedő Egerszegi Krisztina és a négy olimpiai bajnoki címet elérő Darnyi Tamás. Világklasszis versenyzőink még Wladár Sándor, Wladár Zoltán és Hosszú Katinka.
Nemzetközi viszonylatban Michael Phelps pályafutása kiemelkedő, aki 23 olimpiai bajnoki címet szerzett. Őt követi Mark Spitz, aki összesen 9 olimpiai bajnoki címet szerzett. Matt Biondi és Jenny Thompson 8-8, Kristin Otto 6, Amy Van Dyken, Tom Jager, Don Schollander, Johnny Weissmuller pedig 5-5 olimpiai aranyérmet gyűjtött. 

### Világbajnokság

#### Normál pályás (50m)
| Ssz. | Helyszín  | Rendező ország     | Kezdő dátum         | Befejező dátum       | Világbajnok magyar úszók                                                                                    |  |
| ---- | --------- | ------------------ | ------------------- | -------------------- | --- |  |
| 1.   | Belgrád   | Jugoszlávia        | 1973. augusztus 31. | 1973. szeptember 9.  | Hargitay András 400 m vegyes                                                                                |  |
| 2.   | Cali      | Kolumbia           | 1975. július 19.    | 1975. július 27.     | Verrasztó Zoltán 200 m hát; Hargitay András 200 m vegyes, 400 m vegyes                                      |  |
| 3.   | Berlin    | Nyugat-Németország | 1978. augusztus 18. | 1978. augusztus 23.  | |  |
| 4.   | Guayaquil | Ecuador            | 1982. július 29.    | 1982. augusztus 8.   | |  |
| 5.   | Madrid    | Spanyolország      | 1986. augusztus 13. | 1986. augusztus 23.  | Szabó József 200 m mell; Darnyi Tamás 200 m vegyes, 400 m vegyes                                            |  |
| 6.   | Perth     | Ausztrália         | 1991. január 3.     | 1991. január 13.     | Rózsa Norbert 100 m mell; Darnyi Tamás 200 m vegyes, 400 m vegyes; Egerszegi Krisztina 100 m hát, 200 m hát |  |
| 7.   | Róma      | Olaszország        | 1994. szeptember 1. | 1994. szeptember 11. | Rózsa Norbert 100 m mell, 200 m mell                                                                        |  |
| 8.   | Perth     | Ausztrália         | 1998. január 8.     | 1998. január 17.     | Kovács Ágnes 200 m mell                                                                                     |  |
| 9.   | Fukuoka   | Japán              | 2001. július 16.    | 2001. július 29.     | Kovács Ágnes 200 m mell                                                                                     |  |
| 10.  | Barcelona | Spanyolország      | 2003. július 12.    | 2003. július 27.     | |  |
| 11.  | Montréal  | Kanada             | 2005. július 17.    | 2005. július 30.     | Cseh László 400 m vegyes                                                                                    |  |
| 12.  | Melbourne | Ausztrália         | 2007. március 18.   | 2007. április 1.     | |  |
| 13.  | Róma      | Olaszország        | 2009. július 18.    | 2009. augusztus 2.   | Gyurta Dániel 200˙m mell; Hosszú Katinka 400 m vegyes                                                       |  |
| 14.  | Sanghaj   | Kína               | 2011. július 16.    | 2011. július 31.     | Gyurta Dániel 200˙m mell                                                                                    |  |
| 15.  | Barcelona | Spanyolország      | 2013. július 19.    | 2013. augusztus 4.   | Gyurta Dániel 200'm mell; Hosszú Katinka 200 m vegyes, 400 m vegyes                                         |  |
| 16.  | Kazany    | Oroszország        | 2015. július 24.    | 2015. augusztus 9.   | Cseh László 200 m pillangó; Hosszú Katinka 200 m vegyes, 400 m vegyes                                       |  |
| 17.  | Budapest  | Magyarország       | 2017. július 14.    | 2017. július 30.     | Hosszú Katinka 200 m vegyes, 400 m vegyes                                                                   |  |

#### Rövid pályás (25m)
| Ssz. | Helyszín          | Rendező ország          | Kezdő dátum        | Befejező dátum     | Világbajnok magyar úszók                                                              |  |
| ---- | ----------------- | ----------------------- | ------------------ | ------------------ | ------------------------------------------------------------------------------------- |  |
| 1.   | Palma de Mallorca | Spanyolország           | 1993. december 2.  | 1993. december 5.  |                                                                                       |  |
| 2.   | Rio de Janeiro    | Brazília                | 1995. november 30. | 1995. december 3.  |                                                                                       |  |
| 3.   | Göteborg          | Svédország              | 1997. április 17.  | 1997. április 20.  |                                                                                       |  |
| 4.   | Hongkong          | Kína                    | 1999. április 1.   | 1999. április 4.   |                                                                                       |  |
| 5.   | Athén             | Görögország             | 2000. március 16.  | 2000. március 19.  | Szabados Béla 200 gyors                                                               |  |
| 6.   | Moszkva           | Oroszország             | 2002. április 3.   | 2002. április 7.   |                                                                                       |  |
| 7.   | Indianapolis      | Egyesült Államok        | 2004. október 7.   | 2004. október 11.  |                                                                                       |  |
| 8.   | Sanghaj           | Kína                    | 2006. április 5.   | 2006. április 9.   |                                                                                       |  |
| 9.   | Manchester        | Nagy-Britannia          | 2008. április 9.   | 2008. április 14.  |                                                                                       |  |
| 10.  | Dubaj             | Egyesült Arab Emírségek | 2010. december 15. | 2010. december 19. |                                                                                       |  |
| 11.  | Isztambul         | Törökország             | 2012. december 12. | 2012. december 16. | Hosszú Katinka női 200 m pillangó és női 100 m vegyes; Gyurta Dániel férfi 200 m mell |  |

### Európa-bajnokság
Az Európai Úszószövetség évente 25, kétévente pedig 50 méteres medencében Európa-bajnokságot rendez. Utóbbival egy időben zajlik a szinkronúszó- és a műugró-Eb is. A legelső Eb-t Budapesten rendezték.

### Csendes-óceáni Játékok
A Csendes-óceáni úszóbajnokságot 1985 óta rendezik meg, 50 m-es medencében. A versenyeket két évente, 2002 óta négy évente augusztusban rendezik meg. A bajnokságokon kezdetben csak négy ország versenyzői vettek részt: Kanada, Egyesült Államok, Ausztrália és Japán. Később további Európán kívüli országok versenyzőit is meghívták, mint például Kína, Új-Zéland és Brazília.
| Ssz. | Helyszín | Rendező ország   | Kezdő dátum         | Befejező dátum      |
| ---- | -------- | ---------------- | ------------------- | ------------------- |
| 1.   | Tokió    | Japán            | 1985. augusztus 15. | 1985. augusztus 18. |
| 2.   | Brisbane | Ausztrália       | 1987. augusztus 13. | 1987. augusztus 16. |
| 3.   | Tokió    | Japán            | 1989. augusztus 17. | 1989. augusztus 20. |
| 4.   | Edmonton | Kanada           | 1991. augusztus 22. | 1991. augusztus 25. |
| 5.   | Kóbe     | Japán            | 1993. augusztus 12. | 1993. augusztus 15. |
| 6.   | Atlanta  | Egyesült Államok | 1995. augusztus 10. | 1995. augusztus 13. |
| 7.   | Fukuoka  | Japán            | 1997. augusztus 10. | 1997. augusztus 13. |
| 8.   | Sydney   | Ausztrália       | 1999. augusztus 22. | 1999. augusztus 29. |
| 9.   | Jokohama | Japán            | 2002. augusztus 24. | 2002. augusztus 29. |
| 10.  | Victoria | Kanada           | 2006. augusztus 17. | 2006. augusztus 20. |
| 11.  | Irvine   | Egyesült Államok | 2010. augusztus 12. | 2010. augusztus 22. |

## Mozgássérültek bajnokságai
A mozgássérültek részt vehetnek a paralimpián. Paralimpiát több sportágból is indítanak, így úszásból is.

## További úszással kapcsolatos sportok
- Búvárúszás
- Műúszás (szinkronúszás, vízi balett)
- Műugrás és toronyugrás
- Öttusa
- Triatlon
- Vízihoki
- Vízilabda (vízipóló)